# Mexicana Universal Yucatán
Mexicana Universal Yucatán (hasta 2016 llamado Nuestra Belleza Yucatán) es un certamen anual de belleza en el cual se elige a la representante del Estado de Yucatán en el concurso nacional Mexicana Universal (hasta 2016 llamado Nuestra Belleza México). Yucatán es considerado uno de los Estados más fuertes de México en este certamen, ya que sus candidatas casi siempre se posicionan entre las semifinalistas además de ganar diversos premios nacionales.

## Titulares
A continuación se encuentran los nombres de los campeones anuales de Nuestra Belleza Yucatán 1994-2016, Mexicana Universal Yucatán 2017, y sus posiciones finales en Mexicana Universal.
| Año                                             | Titular                                                                                 | Ciudad                                                                                  | Ubicación Nacional                                                                      | Premio Nacional                                                                         | Otro Título                                                                             | Otro Premio                                                                             |
| ----------------------------------------------- | --------------------------------------------------------------------------------------- | --------------------------------------------------------------------------------------- | --------------------------------------------------------------------------------------- | --------------------------------------------------------------------------------------- | --------------------------------------------------------------------------------------- | --------------------------------------------------------------------------------------- |
| 2022                                            | Scandy Michelle Patron Palma                                                            | Mérida                                                                                  | -                                                                                       |                                                                                         |                                                                                         | Miss Eco México 2019                                                                    |
| 2021                                            | Aryan Trava Cavazos                                                                     | Mérida                                                                                  | -                                                                                       |                                                                                         | Miss Teen México 2017                                                                   | 2° Finalista en Miss Teen Universe 2017                                                 |
| 2020                                            | En el 2020, por la contingencia del COVID-19 hubo rezago en el año del concurso estatal | En el 2020, por la contingencia del COVID-19 hubo rezago en el año del concurso estatal | En el 2020, por la contingencia del COVID-19 hubo rezago en el año del concurso estatal | En el 2020, por la contingencia del COVID-19 hubo rezago en el año del concurso estatal | En el 2020, por la contingencia del COVID-19 hubo rezago en el año del concurso estatal | En el 2020, por la contingencia del COVID-19 hubo rezago en el año del concurso estatal |
| 2019                                            | Natalia Elizarrarás Flores                                                              | Mérida                                                                                  | Top 10                                                                                  |                                                                                         |                                                                                         |                                                                                         |
| 2018                                            | María Eugenia "Maru" Nava del Río                                                       | Mérida                                                                                  | 2° Finalista                                                                            |                                                                                         | Reina de la Feria Ixmatkuil 2019                                                        |                                                                                         |
| 2017                                            | Anapaola De Anda Aviña                                                                  | Mérida                                                                                  | Top 10                                                                                  |                                                                                         |                                                                                         |                                                                                         |
| Hasta 2016 el Título es Nuestra Belleza Yucatán |                                                                                         |                                                                                         |                                                                                         |                                                                                         |                                                                                         |                                                                                         |
| 2016                                            | Rossana Kin Castillo                                                                    | Mérida                                                                                  | Top 10                                                                                  |                                                                                         |                                                                                         |                                                                                         |
| 2015                                            | Yaris Cháidez Zumaya                                                                    | Mérida                                                                                  | 4° Finalista                                                                            | Nuestro Talento Personalidad Fraiche                                                    | 1° Finalista en Nuestra Belleza Yucatán 2014                                            |                                                                                         |
| 2014                                            | Renata Rábago Domínguez                                                                 | Mérida                                                                                  | Top 10                                                                                  |                                                                                         | Miss F1 Gran Fórmula de México 2015                                                     |                                                                                         |
| 2013                                            | Maritza Heredia Torre                                                                   | Kanasín                                                                                 | Top 15                                                                                  | Nuestra Belleza en Forma                                                                |                                                                                         |                                                                                         |
| 2012                                            | Marsha Mariana Ramírez Martínez                                                         | Mérida                                                                                  | -                                                                                       | Top 5 en mejor traje típico                                                             | Miss Grand México 2014                                                                  | Top 20 en Miss Grand Internacional 2014                                                 |
| 2011                                            | Jessica Margarita Duarte Hermida                                                        | Mérida                                                                                  | -                                                                                       | Top 5 en Mejor Traje Típico                                                             |                                                                                         |                                                                                         |
| 2010                                            | María Fernanda López Cuéllar                                                            | Progreso                                                                                | Top 10                                                                                  | Las Reinas Eligen Top 5 en Mejor Traje Típico                                           |                                                                                         |                                                                                         |
| 2009                                            | Anabel Solís Sosa                                                                       | Mérida                                                                                  | Nuestra Belleza Mundo México                                                            | Miss Sensodyne Whitening                                                                | Concurso en Miss Mundo 2010                                                             |                                                                                         |
| 2008                                            | María Esther Magadán Alonzo                                                             | Progreso                                                                                | -                                                                                       | Top 5 en Mejor Traje Típico                                                             |                                                                                         |                                                                                         |
| 2007                                            | Valentina Cervera Ávila                                                                 | Ticul                                                                                   | Top 15                                                                                  | Mejor Traje Típico Mejor Piel Palmolive Optims                                          | Partipico en Miss Tierra 2004 Miss Earth México 2004 Miss Globe México 2004             |                                                                                         |
| 2006                                            | Isis Barrera Correa                                                                     | Mérida                                                                                  | -                                                                                       |                                                                                         | Participó en Miss Costa Maya International 2007 Srita. Juventud Yucatán 1999            |                                                                                         |
| 2005                                            | Mariana Ancona García                                                                   | Valladolid                                                                              | Top 20                                                                                  | Premio Académico                                                                        |                                                                                         |                                                                                         |
| 2004                                            | María Esther Molina Fuente                                                              | Tizimín                                                                                 | -                                                                                       | Mejor Traje Típico                                                                      |                                                                                         |                                                                                         |
| 2003                                            | Marisol Rojas Ávila                                                                     | Valladolid                                                                              | Top 20                                                                                  |                                                                                         | Miss Costa Maya México 2004                                                             | Miss Costa Maya International 2004                                                      |
| 2002                                            | María José Rosado Solís                                                                 | Izamal                                                                                  | 3° Finalista                                                                            |                                                                                         | Miss México Reina Internacional de las Flores 2003 Miss México Costa Maya 2005          | 1° Finalista en Miss Costa Maya Internacional 2005                                      |
| 2001                                            | Ericka Yadira Cruz Escalante                                                            | Mérida                                                                                  | Nuestra Belleza México                                                                  | Mejor Traje Típico 1° Finalista en Nuestra Belleza Mundo México 2001                    | Compitió en Miss Universo 2002                                                          | Reina del Carnaval Mérida 2010                                                          |
| 2000                                            | Evelyn Esther López Pacheco                                                             | Celestún                                                                                | Top 20                                                                                  |                                                                                         | Participó en Miss Costa Maya International 2001                                         |                                                                                         |
| 1999                                            | Katty Mirlé Risueño Coello                                                              | Mérida                                                                                  | -                                                                                       |                                                                                         |                                                                                         |                                                                                         |
| 1998                                            | María Teresa Campos Ríos                                                                | Mérida                                                                                  | Top 11                                                                                  |                                                                                         |                                                                                         |                                                                                         |
| 1997                                            | Amelia Sierra Calderón                                                                  | Mérida                                                                                  | -                                                                                       |                                                                                         | -                                                                                       | -                                                                                       |
| 1996                                            | Lyndia Quiroz Zavala                                                                    | Mérida                                                                                  | Top 16                                                                                  |                                                                                         |                                                                                         |                                                                                         |
| 1995                                            | Mary Tony Gasque López                                                                  | Mérida                                                                                  | -                                                                                       |                                                                                         |                                                                                         |                                                                                         |
| 1994                                            | Angélica Juanita Schober Lafer                                                          | Mérida                                                                                  | Top 16                                                                                  |                                                                                         |                                                                                         |                                                                                         |

- Compitió en Miss Universo.
- Compitió en Miss Mundo.
- Compitió en Miss Internacional.
- Compitió en Miss Charm Internacional.
- Compitió en Miss Continente Americano.
- Compitió en Reina Hispanoamericana.
- Compitió in Miss Orb Internacional.
- Compitió in Nuestra Latinoamericana Universal.

### Concursantes Designadas
A partir de 2000, no es raro que algunos estados tengan más de un delegado compitiendo simultáneamente en el certamen nacional. Las siguientes concursantes de Nuestra Belleza Yucatán fueron invitadas a competir en Nuestra Belleza México .
| Año  | Candidata                      | Ciudad | Ubicación Nacional | Otro Título |
| ---- | ------------------------------ | ------ | ------------------ | ----------- |
| 2000 | Selena del Pilar Monsreal Vera | Mérida | -                  |             |